# Pivka község
Pivka község (szlovénül: Občina Pivka) alapfokú közigazgatási egység Szlovéniában, a Primorsko-notranjska statisztikai régióban. Lakosainak száma 6196 fő (2020. július 1.).

## A község települései
A községhez Pivka székhelyen kívül a következő települések tartoznak:
- Buje
- Čepno
- Dolnja Košana
- Drskovče
- Gornja Košana
- Gradec
- Juršče
- Kal
- Klenik
- Mala Pristava
- Nadanje Selo
- Narin
- Neverke
- Nova Sušica
- Palčje
- Parje
- Petelinje
- Ribnica
- Selce
- Šilentabor
- Slovenska Vas
- Šmihel
- Stara Sušica
- Suhorje
- Trnje
- Velika Pristava
- Volče
- Zagorje

## Népesség
| Lakosok száma | 5985 | 5974 | 5958 | 5993 | 6067 | 6054 | 6080 | 6061 | 6176 | 6196 |
|               | 2008 | 2009 | 2011 | 2012 | 2013 | 2015 | 2016 | 2017 | 2019 | 2020 |